# Beauchamps-sur-Huillard
Beauchamps-sur-Huillard là một xã trong tỉnh Loiret, vùng Centre-Val de Loire bắc trung bộ nước Pháp. Xã này nằm ở khu vực có độ cao từ 96-130 mét trên mực nước biển.